# Western Design Center
Western Design Center Inc. (WDC) es una compañía desarrolladora y manufacturadora de microprocesadores, microcontroladores (µCs) y chips de soporte, localizada en Mesa, Arizona, Estados Unidos. Fue fundada en 1978 por Bill Mensch, copropietario de la patente del MOS Technology 6502 y anteriormente empleado de MOS.
Además de sus actuales microchips, WDC ofrece diseño de chips como IP cores para ser usados dentro de otros chips (como los ASICs) y da servicios de consultoría sobre ASIC y sistemas embebidos con base o relacionados con sus diseños de procesadores. Comercializa también compiladores de C, paquetes de ensamblador/linkador, simulaciones informáticas, desarrollo y evaluación de circuitos impresos e in-circuit emulator para sus procesadores.
Sus principales productos son las CPUs W65C02™ de 8 bits y W65C816™ de 16 bits.
Entre otros dispositivos los microprocesadores de WDC se encuentran en:
- Apple IIc
- Apple IIgs
- Acorn Communicator
- Nintendo Entertainment System
- Super Nintendo
- Franklin’s Digital Book System

## Productos Hardware

### Microchips
| Nombre   | Tipo           | Comentarios                                                                                               |
| -------- | -------------- | --- |
| W65C02S  | CPU de 8 bits  | Versión CMOS libre de errores del original NMOS MOS 6502.                                                 |
| W65C134S | µC de 8 bits   | Microcontrolador con núcleo de CPU W65C02S.                                                               |
| W65C21S  | chip de E/S    | Compatible con el 6520 Peripheral Interface Adapter (PIA).                                                |
| W65C22S  | chip de E/S    | Compatible con el 6522 Versatile Interface Adapter (VIA).                                                 |
| W65C51S  | chip de E/S    | Chip de comunicaciones serie compatible con el 6551 Asynchronous Communications Interface Adapter (ACIA). |
| W65C816S | CPU de 16 bits | evolución de 16 bits compatible con el W65C02; Bus de dirección de 24 bits.                               |
| W65C802S | CPU de 16 bits | Versión del 65816 con bus de direcciones de 16 bits; compatible pin a pin con el 6502.                    |
| W65C265S | µC de 16 bits  | Microcontrolador con núcleo de CPU W65C816S.                                                              |

- En 2005 se comenzó el desarrollo del W65T32 Terbium, una versión de 32 bits compatible con el W65C816. El Terbium, llamado así por el elemento terbio, tiene un bus de direcciones de 32 bits, un bus de datos de 16 bits, y un conjunto de instrucciones de longitud variable.

### Otros
- El Mensch Computer – Un ordenador basado en W65C265 y W65C22 destinado a aficionados del desarrollo, llamado así por el fundador de la compañía Bill Mensch.